# Заслуженный мастер спорта России
Заслуженный мастер спорта России — почётное спортивное звание России, учреждённое 2 января 1992 года. Вопросы принятия положения о звании, присвоения и лишения звания решаются федеральным органом по управлению физической культурой и спортом России (в настоящее время — Министерство спорта Российской Федерации).

Нагрудные знаки ЗМС России
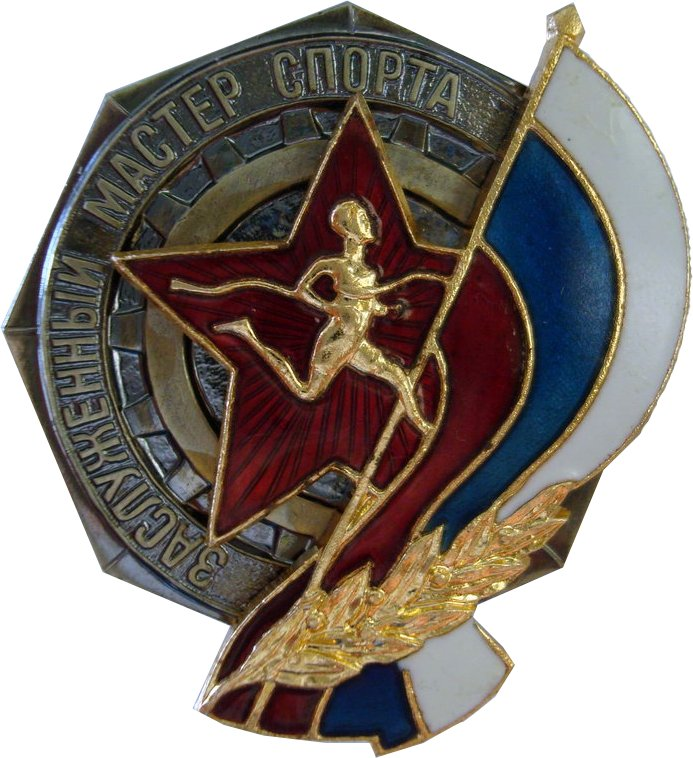
Знак, вручавшийся до 2007 года
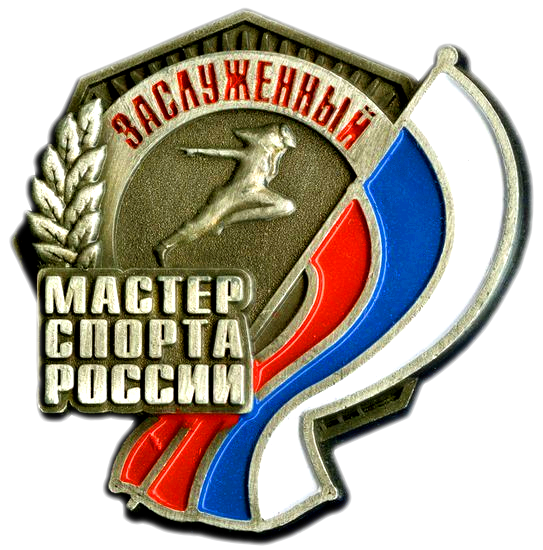
Знак, вручаемый с 2007 года

## Нормативные документы
Федеральным законом от 22 ноября 2016 года в федеральный закон «О физической культуре и спорте в Российской Федерации» от 4 декабря 2007 года был добавлен пункт о почётных спортивных званиях (ранее в нём упоминались только спортивные звания и разряды):

11. При присвоении почётных спортивных званий «почётный спортивный судья России», «заслуженный тренер России», «заслуженный мастер спорта России» выдаются соответственно удостоверение «почётный спортивный судья России», удостоверение «заслуженный тренер России» и удостоверение «заслуженный мастер спорта России», а также соответствующие нагрудные знаки, рисунки и описания которых утверждаются федеральным органом исполнительной власти в области физической культуры и спорта.

### Положение о звании
В различное время действовали следующие приказы, утверждавшие положение о звании ЗМС России:
- Приказ Госкомспорта России от 25 мая 1995 г. № 131 «Об утверждении положения о почётных спортивных званиях „Заслуженный тренер России“, „Заслуженный мастер спорта России“, почётном знаке „За заслуги в развитии физической культуры и спорта“, знаке „Отличник физической культуры и спорта“» — см.
- Приказ Госкомспорта России от 26 ноября 2001 г. № 691 «Об утверждении положения о почётных спортивных званиях „Заслуженный тренер России“, „Заслуженный мастер спорта России“, почётном знаке „За заслуги в развитии физической культуры и спорта“, знаке „Отличник физической культуры и спорта“» (с изменениями, внесёнными Приказом Госкомспорта России от 6 декабря 2001 г. № 713) — см.
- Приказ Федерального агентства по физической культуре и спорту от 25 сентября 2006 г. № 634 «Об учреждении почётных спортивных званий» — зарегистрирован в Минюсте России 15 января 2007 г. — см.
- Приказ Минспорттуризма России от 27 ноября 2008 г. № 55 «Об утверждении Положения о присвоении почётных спортивных званий» — зарегистрирован в Минюсте России 18 февраля 2009 г. — см.
- Приказ Минспорта России от 25 октября 2017 г. № 919 «Об утверждении положения о присвоении почётных спортивных званий» — зарегистрирован в Минюсте России 1 декабря 2017 г. — см.
- Приказ Минспорта России от 19 февраля 2020 г. № 919 «Об утверждении положения о присвоении почётных спортивных званий» — зарегистрирован в Минюсте России 26 марта 2020 г. — см.

## Критерии присвоения звания

### Положения 2006, 2008, 2017 и 2020 годов
Современные критерии присвоения звания были введены положением от 2006 года с изменениями, внесёнными положениями от 2008 и 2020 годов (положением от 2017 года критерии изменены не были).
Звание присваивается по видам спорта, включённым во Всероссийский реестр видов спорта.
Звание присваивается за следующие достижения:
- 1—3-е место на Олимпийских, Паралимпийских и Сурдлимпийских играх.
- 1-е место на чемпионате мира:
  - согласно положению от 2020 года — «по видам спорта (спортивным дисциплинам или видам программ)», включённым в программу Олимпийских, Паралимпийских и Сурдлимпийских игр, а также «по видам спорта, развиваемым на территориях не менее 75 субъектов Российской Федерации, признанным Международным олимпийским комитетом, правила которых утверждены на русском языке развивающими их международными спортивными федерациями»;
  - согласно положению от 2006 года — в личных дисциплинах (включая эстафеты, группы, пары, экипажи и т. п.) или соревнованиях в игровых командных видах спорта, включённых в программу Олимпийских, Паралимпийских и Сурдлимпийских игр;
- согласно положению от 2006 года — рекорд мира либо 2 рекорда Европы среди взрослых спортсменов, зарегистрированные в установленном порядке соответствующим международным спортивным объединением, в дисциплинах, включённых в программу Олимпийских, Паралимпийских и Сурдлимпийских игр; в положениях от 2008 года и последующих аналогичные критерии отсутствуют.

По совокупности достижений звание присваивается спортсменам, набравшим не менее 150 квалификационных баллов в соответствии со специальной таблицей за следующие достижения:
- согласно положению от 2020 года:
  - 2—3-е место на чемпионате мира «по видам спорта (спортивным дисциплинам или видам программ)», включённым в программу Олимпийских, Паралимпийских и Сурдлимпийских игр, а также видам спорта, развиваемым на территориях не менее 75 субъектов Российской Федерации;
  - 1-е место на чемпионате мира, Всемирных играх, проводимых под патронатом Международного олимпийского комитета по «видам спорта (спортивным дисциплинам или видам программ)», не включённым в программы Олимпийских игр, Паралимпийских игр, Сурдлимпийских игр, а также по военно-прикладным и служебно-прикладным видам спорта;
- согласно положениям от 2006 и 2008 годов — 1-е место на чемпионате мира, Кубке мира, чемпионате Европы либо Кубке Европы (в видах спорта, по которым не проводятся международные соревнования, необходимо набрать только квалификационные баллы).

Также звание может быть присвоено «в порядке исключения». Формулировки для такого присвоения менялись:
- согласно положению от 2020 года — «спортсменам, внёсшим выдающийся вклад в повышение авторитета Российской Федерации и российского спорта на международном уровне»;
- согласно положению от 2008 года — «за выдающийся вклад в повышение авторитета Российской Федерации и российского спорта на международном уровне, проявленные при этом исключительное мужество и мастерство»;
- согласно положению от 2006 года — «за выдающийся вклад в повышение авторитета Российской Федерации и российского спорта на международном уровне, проявленный при этом исключительный героизм, мужество и мастерство» — спортсменам, занявшим 1-е место на чемпионате мира, Кубке мира, чемпионате Европы либо Кубке Европы, но не набравшим необходимого количества квалификационных баллов.

| | Статус соревнования                                                    | Дисциплины, включённые в программу Олимпийских, Паралимпийских, Сурдлимпийских игр | Дисциплины, включённые в программу Олимпийских, Паралимпийских, Сурдлимпийских игр | Дисциплины, включённые в программу Олимпийских, Паралимпийских, Сурдлимпийских игр | Дисциплины, не включённые в программу Олимпийских, Паралимпийских, Сурдлимпийских игр | Дисциплины, не включённые в программу Олимпийских, Паралимпийских, Сурдлимпийских игр | Дисциплины, не включённые в программу Олимпийских, Паралимпийских, Сурдлимпийских игр |
| Виды спорта, развиваемые на территории не менее 75 субъектов федерации | Виды спорта, развиваемые на территории не менее 75 субъектов федерации | Виды спорта, развиваемые на территории не менее 75 субъектов федерации             |                                                                                    |                                                                                    | Дисциплины, не включённые в программу Олимпийских, Паралимпийских, Сурдлимпийских игр | Дисциплины, не включённые в программу Олимпийских, Паралимпийских, Сурдлимпийских игр | Дисциплины, не включённые в программу Олимпийских, Паралимпийских, Сурдлимпийских игр |
| 1-е место | Статус соревнования                                                    | 2-е место                                                                          | 3-е место                                                                          | 1-е место                                                                          | 2-е место                                                                             | 3-е место                                                                             |                                                                                       |
| --- | ---------------------------------------------------------------------- | ---------------------------------------------------------------------------------- | ---------------------------------------------------------------------------------- | ---------------------------------------------------------------------------------- | ------------------------------------------------------------------------------------- | ------------------------------------------------------------------------------------- | ------------------------------------------------------------------------------------- |
| Личные соревнования (включая эстафеты, группы, пары, экипажи и т. п.) и соревнования в игровых командных видах спорта | Чемпионат мира Всемирные игры                                          | 150                                                                                | 100                                                                                | 75                                                                                 | 75                                                                                    | 50                                                                                    | 35                                                                                    |
| Личные соревнования (включая эстафеты, группы, пары, экипажи и т. п.) и соревнования в игровых командных видах спорта | Кубок мира                                                             | 100                                                                                | 75                                                                                 | 50                                                                                 | 50                                                                                    | 35                                                                                    | 25                                                                                    |
| Личные соревнования (включая эстафеты, группы, пары, экипажи и т. п.) и соревнования в игровых командных видах спорта | Чемпионат Европы                                                       | 75                                                                                 | 50                                                                                 | 35                                                                                 | 35                                                                                    | 25                                                                                    | 20                                                                                    |
| Личные соревнования (включая эстафеты, группы, пары, экипажи и т. п.) и соревнования в игровых командных видах спорта | Кубок Европы                                                           | 50                                                                                 | 35                                                                                 | 25                                                                                 | 25                                                                                    | 20                                                                                    | 15                                                                                    |
| Личные соревнования (включая эстафеты, группы, пары, экипажи и т. п.) и соревнования в игровых командных видах спорта | Чемпионат России                                                       | 15                                                                                 | —                                                                                  | —                                                                                  | 10                                                                                    | —                                                                                     | —                                                                                     |
| Командные соревнования | Чемпионат мира Всемирные игры                                          | 100                                                                                | 75                                                                                 | 50                                                                                 | 50                                                                                    | 35                                                                                    | 25                                                                                    |
| Командные соревнования | Кубок мира                                                             | 75                                                                                 | 50                                                                                 | 35                                                                                 | 35                                                                                    | 25                                                                                    | 20                                                                                    |
| Командные соревнования | Чемпионат Европы                                                       | 50                                                                                 | 35                                                                                 | 25                                                                                 | 25                                                                                    | 20                                                                                    | 15                                                                                    |
| Командные соревнования | Кубок Европы                                                           | 35                                                                                 | 25                                                                                 | 15                                                                                 | 20                                                                                    | 15                                                                                    | 10                                                                                    |
| 1. 2. Согласно положениям 2006 и 2008 годов Квалификационные баллы за результаты, показанные на чемпионатах или Кубках мира, начисляются, если в них участвовали (на всех этапах) представители не менее 35 стран (20 стран — для видов спорта, которыми занимаются только женщины; 15 стран — для зимних дисциплин) и при этом в каждом виде программы соревновалось не менее 10 спортсменов (пар, групп, экипажей и т. п.), команд. Если в чемпионате или Кубке мира приняли участие представители меньшего числа стран, то квалификационные баллы за такие спортивные соревнования начисляются как за чемпионат или Кубок Европы, соответственно. Квалификационные баллы за результаты, показанные на чемпионатах или Кубках Европы, начисляются, если в них участвовали (на всех этапах) представители не менее 20 стран (12 стран — для видов спорта, которыми занимаются только женщины; 10 стран — для зимних дисциплин) и при этом в каждом виде программы соревновалось не менее 10 спортсменов (пар, групп, экипажей и т. п.), команд. |                                                                        |                                                                                    |                                                                                    |                                                                                    |                                                                                       |                                                                                       |                                                                                       |

### Положения 1995 и 2001 годов
Согласно положениям 1995 и 2001 годов (утратило силу в январе 2007 года), звание присваивалось «спортсменам, добившимся высоких спортивных результатов на Олимпийских играх, чемпионатах, кубках мира и Европы или приравненных к ним крупнейших международных соревнованиях», которые «должны активно передавать свой опыт молодым спортсменам, отличаться высоким сознанием, спортивным трудолюбием и безупречным поведением». Далее следовали конкретные критерии.
- По видам спорта и дисциплинам, включённым в программу Олимпийских игр:
  - в индивидуальных видах программы
    - победителям и призёрам[a 1] Олимпийских игр, победителям чемпионата мира или 2-кратным победителям чемпионата Европы;
    - по совокупности результатов — спортсменам, 2 раза занявшим 4—6 место на Олимпийских играх, или 2-кратным призёрам чемпионата мира, или 3-кратным призёрам чемпионата Европы, или 2-кратным победителям Кубка мира, или 3-кратным победителям Кубка Европы;

  - в командных видах программы[a 2]
    - победителям и призёрам Олимпийских игр или чемпионатов мира, или 2-кратным победителям и призёрам чемпионата Европы или Кубка мира, или 3-кратным победителям и призёрам Кубка Европы или Кубка европейских чемпионов.
- По видам спорта и дисциплинам, включённым в ЕВСК и не вошедшим в программу Олимпийских игр:
  - в индивидуальных видах программы
    - абсолютным победителям чемпионата мира и Европы или 2-кратным победителям чемпионата мира, или 3-кратным победителям чемпионата Европы;
    - по совокупности результатов — победителю и 2-кратным призёрам чемпионата мира, или 2-кратным победителям и призёрам чемпионата Европы, или 2-кратным победителям Кубка мира и призёрам чемпионата мира, или 3-кратным победителям Кубка Европы и призёрам чемпионата Европы;

  - в командных видах программы
    - 3-кратным победителям чемпионата мира или 4-кратным победителям чемпионата Европы, или 3-кратным победителям Кубка мира и призёрам чемпионата мира, или 3-кратным победителям Кубка Европы и 2-кратным призёрам чемпионата Европы.
- 2-кратным победителям Паралимпийских игр или Всемирных игр инвалидов, или 3-кратным победителям чемпионата мира, или 4-кратным победителям чемпионата Европы, или победителям и 2-кратным призёрам Паралимпийских игр или Всемирных игр инвалидов, или 2-кратным победителям и 2-кратным призёрам чемпионата мира, или 3-кратным победителям и 2-кратным призёрам чемпионата Европы в индивидуальных или командных видах программы.
- По видам спорта, по которым не проводятся международные соревнования:
  - мастерам спорта — 5-кратным чемпионам России[a 3], «внёсшим большой вклад в развитие и популяризацию вида спорта»;
  - «за высокие спортивные достижения и результаты, не имеющие аналогов в мировой спортивной практике, и проявленное при этом исключительное мастерство, мужество, стойкость для достижения победы (космонавтика, сверхсложные переходы, проплывы и т. д.)»;
  - 2-кратным восходителям на высочайшие вершины мира (восьмитысячники) по сверхсложным маршрутам (VI категории сложности).

Примечания
1. ↑  Под призёрами имелись в виду спортсмены, занявшие 2—3 места.
2. ↑  Под командными видами имелись в виду: игровые командные виды спорта, эстафеты, экипажи, а также виды спорта, в которых проводятся командные соревнования, и спортсмены официально награждаются соответствующими медалями за 1—3 место.
3. ↑  В виде программы должно принять участие не менее 15 территориальных спортивных организаций, входящих в состав Российской Федерации.

### Особенности применения критериев
В ряде видов спорта система соревнований значительно отличается от прописанной в Положении; в некоторых из них это учитывается при присвоении званий.
- Теннис (список). Звание присваивается за достижения в важнейших соревнованиях, проводимых ITF: турнирах Большого шлема и командных — Кубке Дэвиса (у мужчин) и Кубке Федерации / Кубке Билли Джин Кинг (у женщин).
- Автомобильный спорт. Наиболее престижный ралли-марафон — ралли «Дакар» — учитывался с 2003 года (тогда звание было присвоено пятерым спортсменам команды КАМАЗ-мастер)[3] по 2015 год; за победы 2017—2022 годов звание присвоено не было.
- Велосипедный спорт. Многодневные велогонки не учитываются при присвоении звания. Павелу Тонкову, победителю «Джиро д’Италия» 1996, звание было присвоено в 2008 году, через 3 года после окончания его спортивной карьеры. Денису Меньшову, победителю «Вуэльты Испании» 2007 и «Джиро д’Италия» 2009, звание присвоено не было.

Необходимое условие учёта результата при присвоении звания — соревнование должно быть внесено в официальный календарный план Минспорта, а для этого как минимум Минспортом должна быть признана организация, проводящая это соревнование. Так, в ноябре 2018 года министр спорта РФ Павел Колобков, комментируя, почему Хабибу Нурмагомедову не будет присвоено звание ЗМС за защиту титула «чемпион UFC», сказал:

… Пока это только коммерческий турнир, в котором участвовал Хабиб. Да, там сильный состав участников, а проводит соревнования очень уважаемая коммерческая организация UFC.
… Сейчас в ММА есть порядка десяти коммерческих лиг, где проводятся соревнования. Когда профессиональные организации по единоборствам наконец вольются в международную федерацию и создадут единый календарь, можно будет говорить о званиях. То же касается [профессионального] бокса…
— интервью Павла Колобкова газете «Спорт-Экспресс»
В результате при присвоении звания не учитываются бои за чемпионские титулы в профессиональном боксе и ряде других единоборств, чемпионат мира по фигурному катанию среди профессионалов (проводился по 2002 год) и некоторые другие престижные соревнования. Однако начиная с августа 2019 года звание в порядке исключения получили несколько профессиональных боксёров, не имевших достаточных достижений в любительском боксе: Сергей Ковалёв (2019), Николай Валуев (2021), Дмитрий Бивол (2023).

## История

### 1992 год
Звание «заслуженный мастер спорта России» было учреждено Госкомспортом РСФСР 2 января 1992 года. Однако бо́льшую часть года всё ещё присваивалось звание «заслуженный мастер спорта СССР» (в основном — за успехи в составе Объединённой команды), и присвоение российского звания началось только в конце года.
Одной из первых звание получила лыжница Елена Вяльбе, уже имевшая звание ЗМС СССР (1989). Кроме неё в 1992 году звание были удостоены, в частности:
- в биатлоне[6] — чемпионы мира 1992 в командной гонке:
  - Жданович, Анатолий Викторович (1961; Новосибирская обл.) — также: бронзовый призёр ЧМ 1990 в индивидуальной гонке, 1991 в командной гонке;
  - Тропников, Александр Анатольевич (1965; Свердловская обл.);
- в боксе (список) — победители Игр доброй воли во 2-м тяжёлом весе:
  - Белоусов, Евгений Александрович (1970; Челябинская обл.) — победитель ИДВ 1990, чемпион Европы и бронзовый призёр ЧМ 1991;
  - Яковлев, Вячеслав Юрьевич (1960; Санкт-Петербург) — победитель ИДВ 1986, серебряный призёр ЧЕ 1981, 1985, бронзовый призёр ЧМ 1986 (в 1989 году ушёл из любительского бокса);
- в вольной борьбе[7]:
  - Карамчаков, Сергей Захарович (1962—1993; Хакасия) — бронзовый призёр ОИ 1988, ЧМ 1987 (в 1992 году покинул большой спорт из-за тяжёлой травмы);
- в водном поло[8]:
  - Карабутов, Владимир Николаевич (1967, Москва) — бронзовый призёр ОИ 1992, ЧЕ 1991;
- в самбо (список) — чемпионы мира и Европы 1992:
  - Архипов, Алексей Валерьевич (1967; Нижегородская обл.);
  - Игрушкин, Николай Анатольевич (1965; Нижегородская обл.);
- в теннисе (список):
  - Черкасов, Андрей Геннадьевич (1970; Башкортостан / Калинингадская обл.) — бронзовый призёр ОИ 1992 в одиночном разряде.
- несколько чемпионов зимних и летних Паралимпийских игр 1992 года (все — в категориях людей с ограниченным зрением).

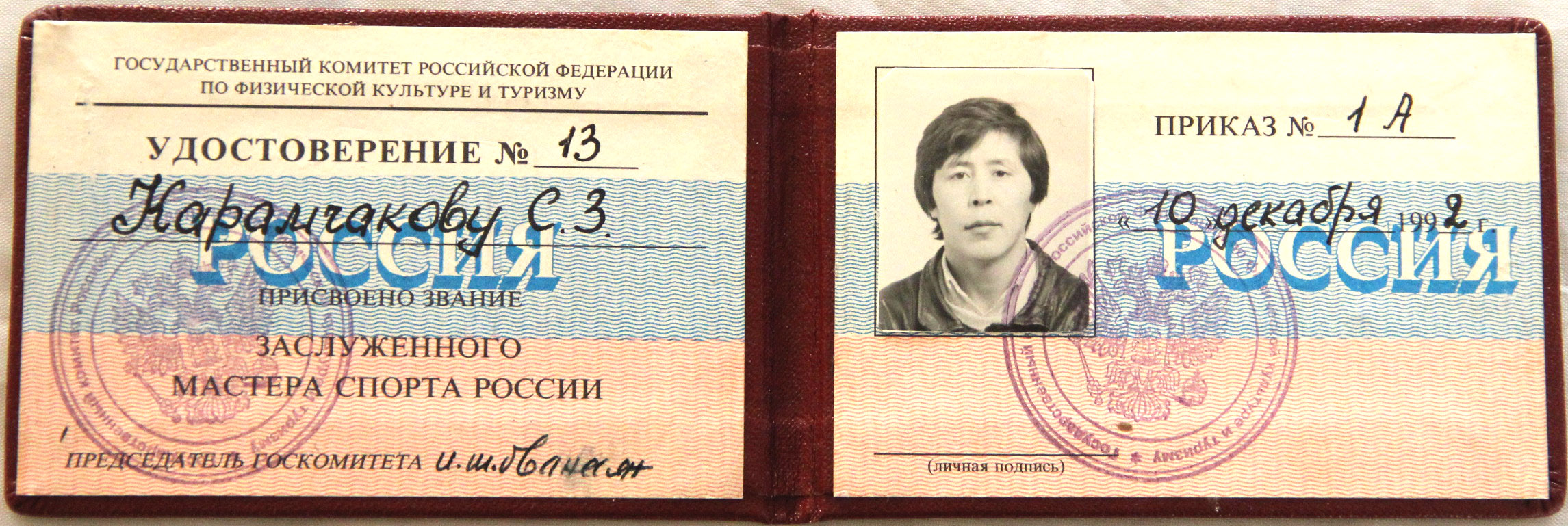
Удостоверение № 13 о присвоении звания ЗМС России Сергею Захаровичу Карамчакову

### Присвоение спортсменам, уже имевшим звание ЗМС СССР
Как правило, заслуженным мастерам спорта СССР звание ЗМС России не присваивалось. Исключения делались для спортсменов, добившихся в выступлениях за Россию наиболее выдающихся результатов (как правило, олимпийские чемпионы).
Кроме лыжницы Елены Вяльбе в зимних видах спорта оба звания получили: в лыжных гонках — Нина Гаврылюк, Любовь Егорова и Лариса Лазутина (1994), Алексей Прокуроров (1997 ? — первый чемпион мира среди мужчин); в биатлоне — Анфиса Резцова и Сергей Чепиков (1994); в фигурном катании — Екатерина Гордеева и Сергей Гриньков (1994), Артур Дмитриев (1998); в хоккее — Павел Буре (1998 — лидер сборной, завоевавшей «серебро» ЗОИ).
В летних видах спорта оба звания получили: в борьбе — Александр Карелин (1999); в велоспорте — Вячеслав Екимов; в волейболе — Руслан Олихвер (1999 — звание получили все игроки сборной, выигравшей КМ); в лёгкой атлетике — Ирина Привалова (2001); в плавании — Александр Попов (1996); в прыжках в воду — Дмитрий Саутин (1996); в пулевой стрельбе — Марина Логвиненко (1996); в фехтовании — Станислав Поздняков (1996); несколько гандболистов и ряд других спортсменов.
Ещё одно исключение было сделано для спортсменов, представлявших другие союзные республики / государства при выступлении соответственно за сборную СССР / Объединённую команду, а позднее выполнивших необходимые нормативы за сборную России:
- Сырцов, Сергей Александрович — тяжёлая атлетика — ЗМС СССР (1991, Узбекистан — чемпион мира) и ЗМС России (1995 — чемпион мира 1994).
- Захаревич, Валерий Владимирович — фехтование — ЗМС СССР (1992, Узбекистан — бронзовый призёр ОИ в командных соревнованиях) и ЗМС России (1996 — серебряный призёр ОИ в командных соревнованиях)

Кроме того, 20 июня 2009 года звание ЗМС России было присвоено Людмиле Смирновой — ЗМС СССР (1972, фигурное катание), с середины 1970-х годов не выступавшей в большом спорте.

### Присвоение за достижения советского периода
С 1992 года до середины 2000-х годов звание неоднократно присваивалось гражданам России за достижения советского периода. В водном поло такое присвоение произошло в 2001 году и было приурочено к началу юбилейного 10-го чемпионата России — звание получили 11 призёров ОИ 1956—1968 годов из не имевших звания ЗМС СССР (остальные либо не были гражданами России, либо умерли раньше). В большинстве же видов спорта звание присваивалось в индивидуальном порядке. Посмертно звание не присваивалось — исключением стал лыжник Анатолий Шелюхин, бронзовый призёр ЗОИ 1960 и двукратный призёр ЧМ 1958, скончавшийся в результате несчастного случая в 1995 году.
Как правило, звание присваивалось спортсменам, выполнившим нормативы действующего положения о звании ЗМС России. В частности, звание получили: олимпийские чемпионы 1960 года — волейболистка Людмила Жигилий (2003), 1972 года — баскетболист Иван Дворный (1999; был лишён звания ЗМС СССР в 1973 году); многие призёры Олимпийских игр. Однако были случаи присвоения звания и спортсменам, никогда не становившимся даже призёрами официальных международных соревнований, учитывающихся при присвоении звания — в частности:
- Фоменков, Валерий Иванович (1995, хоккей) — сыграл 10 сезонов за московский «Спартак», забросил 167 шайб в 299 матчах в чемпионатах СССР, 3-кратный чемпион СССР (звание ЗМС СССР тоже несколько раз присваивалось хоккеистам за многолетнюю успешную игру за один клуб).
- Сеглин, Анатолий Владимирович (1999, хоккей) — участник матчей с ЛТЦ (1948).
- Джабраилов, Хамзат Вадудович (2003, бокс) — чемпион Спартакиады народов СССР 1979; в последний момент был заменён в составе сборной на ЧЕ 1979 и ОИ 1980 конкурентами, которых до этого побеждал во время отбора (впоследствии — известный тренер, у которого обучался в том числе и Рамзан Кадыров)[11].

После вступления в силу нового положения о звании от 2006 года, согласно которому представление на присвоение подаётся в течение одного года с момента выполнения условий, случаи присвоения за достижения советского периода были единичными. После 2007 года за достижения исключительно советского периода звание получили:
- Минаев, Александр Алексеевич (2010, футбол) — бронзовый призёр ОИ 1976.
- Мосолов, Борис Анатольевич (2010, современное пятиборье) — входил в сборную СССР на ОИ 1976, бывшую одним из фаворитов в командном первенстве, но дисквалифицированную по вине Бориса Онищенко.
- В июне 2017 года ЗМС России по конному спорту стала 95-летняя Нина Георгиевна Громова — неоднократная чемпионка и рекордсменка СССР (в том числе и среди мужчин). Громова была представлена к званию ЗМС СССР в 1951 году, однако звания не получила; официальной причиной отказа было неудачное выступление советских конников на ОИ 1952 года, в которых Громова участия не принимала. Инициатором присвоения звания в 2017 году стала президент Федерации конного спорта России Марина Сечина.[12]
- Кузьмин, Валерий Борисович (2019, хоккей) — 4-кратный чемпион СССР (1962, 1967, 1969, 1974).
- Пучков, Александр Николаевич (2019, лёгкая атлетика) — бронзовый призёр ОИ 1980, чемпион Европы в помещении 1982 в барьерном беге.

### Присвоения за достижения под иностранным флагом
В положении 2008 года появилось требование, чтобы достижения были показаны «в составе спортивной сборной команды Российской Федерации». До этого за достижения за иностранные сборные или клубы были удостоены:
- Аленичев, Дмитрий Анатольевич (2003, футбол) — обладатель Кубка УЕФА 2002/2003 в составе португальского «Порту».
- Брылин, Сергей Владимирович (2003, хоккей) — трёхкратный обладатель Кубка Стэнли (1995, 2000, 2003).
- Черязова, Лина Анатольевна (2006, фристайл) — чемпионка мира 1993, олимпийская чемпионка 1994 в составе сборной Узбекистана. В 1999 году она переехала в Россию, на родину своей матери в Новосибирск. Звание было присвоено по ходатайству Александра Карелина; оно дало Черязовой право на получение ежемесячной стипендии Президента России в 15 тыс. рублей[13]. В Узбекистане Черязова также была удостоена высших спортивных званий — «Узбекистон ифтихори» и «Заслуженный спортсмен Республики Узбекистан»[14].
- Кержаков, Александр Анатольевич (2007, футбол) — обладатель Кубка УЕФА 2006/2007 в составе испанской «Севильи».

### Присвоения «в порядке исключения»
Звание неоднократно присваивалось в «в порядке исключения».
Футбол
В большом футболе (список) с 1992 года формальные требования положений о звании ни разу выполнены не были, а все присвоения были «в порядке исключения». Как и звание ЗМС СССР, звание ЗМС России за победу в еврокубке (массовые присвоения были за победы в Кубке УЕФА — футболистам ЦСКА в 2005 году и «Зенита» в 2008 году). Кроме того, звание присваивалось игрокам сборной России в 2008 году — за «бронзу» ЧЕ 2008, в 2018 году — за четвертьфинал ЧМ (последнее присвоение вызвало споры в спортивном сообществе и СМИ).
Присвоения по 2006 год
Все присвоения звания в неолимпийских игровых командных видах спорта в этот период были «в порядке исключения»:
- В 1999 году звание было присвоено 13 игрокам сборной России по мини-футболу, ставшей чемпионом Европы.
- В хоккее с мячом (список) в 1999 и 2006 годах присваивалось всем чемпионам мира, ещё не имевшим звания ЗМС, а в 2004 и 2006 годах звание получили по 3 хоккеиста за успехи в составе клубов.

Присвоения с 2007 года
Некоторые присвоения «в порядке исключения» (помимо большого футбола):
- В 2007 году звание было присвоено 10 игрокам мужской сборной России по баскетболу (двое уже были ЗМС), ставшей чемпионом Европы, победив в финале действующих чемпионов мира и хозяев турнира сборную Испании.
- В 2011 году звание было присвоено Татьяне Волосожар и Максиму Транькову, ставшим в своём первом официальном международном старте в составе этой пары серебряными призёрами ЧМ по фигурному катанию.
- В 2012 году звание по спортивному туризму было присвоено Матвею Шпаро и Борису Смолину, в 2008 году впервые в истории покорившим Северный полюс на лыжах в полярную ночь.

Первым ЗМС в популярных спортивных дисциплинах звание неоднократно присваивалось «в порядке исключения», в частности:
- женский футбол (2012) — Елена Фомина — игрок сборной России, ставшей четвертьфиналистом ЧМ 1999 и 2003;
- автогонки в классе «Формула-1» (2015) — Виталий Петров — первый российский гонщик, выступавшим в чемпионате «Формулы-1» в качестве основного пилота (2010—2012) и завоевавший подиум Гран-при (2011);
- женский хоккей с шайбой (2018) — Екатерина Пашкевич — серебряный призёр ЧЕ 1996, бронзовый призёр ЧМ 2001, 2013.

### Присвоения, вызвавшие общественные споры
2017 год. Присвоение биатлонистам, недавно отбывшим дисквалификацию за применение допинга
Неоднозначную реакцию вызвало присвоение 25 июля 2017 года звания ЗМС биатлонистам Александру Логинову и Ирине Старых. Ряд СМИ (в частности, Sports.ru) отметили, что для обоих спортсменов, ставших в 2017 году 3-кратными чемпионами Европы, сезон 2016/17 года стал первым после дисквалификации за применение допинга (эритропоэтина). Олег Чикирис из газеты «Советский спорт» посчитал, что Минспорт нарушил свой же нормативный акт, Евгений Дзичковский на сайте телеканала «Матч!» был не столь категоричен («…указанная причина является основанием для отказа. А это не вполне запрет. Или даже вполне не запрет.») — однако оба посчитали такое награждение неуместным с этической точки зрения. Кроме того, Дзичковский напомнил ещё два случая присвоения звания ЗМС после отбытия дисквалификации за нарушение антидопинговых правил — конькобежцам Денису Юскову (2013) и Павлу Кулижникову (2015) — вызвавших менее громкий резонанс.
2018 год. Присвоение футболистам за выход в 1/4 финала ЧМ
28 июля 2018 года звание было присвоено всем футболистам сборной России, вышедшей в 1/4 финала чемпионата мира. Двукратная чемпионка мира по волейболу Екатерина Гамова в посте в Instagram раскритиковала это решение:

Я предполагала, что будет так, к сожалению. Какое-то странно разное у нас в стране отношение к достижениям спортсменов. Кому-то, чтобы получить звание ЗМС, нужно выиграть чемпионат мира или стать призёром Олимпийских игр, а кто-то получает лишь за выход в 1/4 финала! Мне жаль, что звание ЗМС обесценивают.

Кроме того, она напомнила, что не все волейболистки сборной, ставшей чемпионом мира 2010 года, получили это звание.
Этот пост послужил началом дискуссии среди спортивной общественности. Среди поддержавших Гамову были тренер многих олимпийских чемпионов Татьяна Тарасова, главный тренер женской сборной России по гандболу Евгений Трефилов, двукратный олимпийский чемпион по хоккею Александр Кожевников и ряд других известных спортсменов и тренеров. Среди поддержавших присвоение звания были олимпийская чемпионка по конькобежному спорту Светлана Журова, бывший тренер сборной России по футболу Валерий Газзаев, сказавший:

Есть же такой пункт: «в порядке исключения», «за выдающийся вклад». Для нашего футбола это выдающееся достижение — сборная дошла до 1/4 финала чемпионата мира!

и некоторые другие известные спортсмены и тренеры.
Позднее дискуссия вышла за пределы присвоения звания футболистам.
Некоторые издания стали составлять списки спортсменов, которые тоже были бы достойны присвоения звания «в порядке исключения». Так, обозреватель сайта championat.com Михаил Чесалин назвал горнолыжника Александра Хорошилова (3-е место на КМ 2015 в слаломе, победа и 8 третьих мест на этапах КМ 2015—2017), велогонщика Дениса Меньшова (победитель многодневных гонок «Вуэльта Испании» 2007 и «Джиро д’Италия» 2009), автогонщика Даниила Квята (в 2015—2016 годах — 2 подиума на Гран-при «Формулы-1»), мотогонщика Сергей Карякин (победитель ралли-рейда «Дакар» 2017 на квадроциклах), бойца смешанных единоборств Хабиба Нурмагомедова (с 2018 года — чемпион UFC в лёгком весе). Спортивный обозреватель издания Газета.ру Константин Лесик к этому списку добавил нескольких ведущих футболистов России 1990-х годов — Александра Мостового и Алексея Смертина, выступавших за известные европейские клубы, и ряд других.
Обозреватель газеты «Советский спорт» Александр Круглов посчитал, что есть примеры куда более сомнительных с точки зрения здравого смысла присвоений звания, где формально всё было сделано правильно, приводя в качестве примера хорошо знакомый ему биатлон. Во-первых, летний биатлон: ведущие биатлонисты его используют только как тренировку в межсезонье, а кроссовая его разновидность, по которой чемпионаты мира проводились с 1996 по 2009 год, развивалась в основном в постсоветских и некоторых восточноевропейских странах, и конкуренция была невелика; в российских же регионах летнему биатлону уделяли повышенное внимание, а потом рапортовали о количестве полученных званий. Во-вторых, для получения звания достаточно одержать несколько побед на чемпионате Европы, на который — несмотря на громкое название — сильнейшие страны присылают вторые составы. В конце заметки Круглов выразил уверенность, что «подобная ситуация есть и в других видах спорта, где существуют олимпийские и неолимпийские дисциплины, основные и неосновные чемпионаты мира и соревнования с громкими названиями и невысокой в реальности конкуренцией», а ситуацию вокруг футболистов объяснил банальной завистью.
Примечания
1. ↑  Оба были дисквалифицированы за применение менее серьёзных веществ, запрещённых только в соревновательный период: Юсков — за марихуану, Кулижников — за вещество класса стимуляторов.
2. ↑  Из 14 чемпионок мира 2010 года звание ЗМС получили 5 волейболисток, 5 уже имели звание; не получили звание 4 волейболистки.
3. ↑  За достижения в летнем биатлоне в кроссовых дисциплинах звание ЗМС получили около 10 спортсменов.
4. ↑  На момент написания статьи в «Советском спорте» за победы на ЧЕ звание ЗМС получили примерно 10 биатлонистов (причём двое — за период с 2004 по 2014 год, когда ЧЕ даже формально не мог считаться соревнованием сильнейших биатлонистов Европы из-за ограничения возраста в 26 лет), ещё 2 — по совокупности с достижениями на ЧМ. Только трое из них позже выполнили норматив для присвоения звания и без учёта ЧЕ, выиграв эстафеты на ЗОИ или ЧМ.

## Гражданство
Хотя согласно положению звание присваивается гражданам Российской Федерации, в 2008 году было сделано исключение: за победу в Кубке УЕФА 2007/2008 в числе игроков «Зенита» (Санкт-Петербург) звание получил капитан команды Анатолий Тимощук, не имевший российского гражданства — он является гражданином Украины и имел звание «заслуженный мастер спорта Украины» (2005, лишён в 2023). Другие футболисты «Зенита», не имевшие российского гражданства, звания не получили.

### Натурализованные граждане
Звания неоднократно были удостоены натурализованные в России спортсмены.
| Спортсмен                                           | ЗМС России                                          | Гражданство                                         | Вид спорта                                          | Достижения за Россию на момент присвоения звания                   |
| Натурализованные спортсмены из «дальнего зарубежья» | Натурализованные спортсмены из «дальнего зарубежья» | Натурализованные спортсмены из «дальнего зарубежья» | Натурализованные спортсмены из «дальнего зарубежья» | Натурализованные спортсмены из «дальнего зарубежья»                |
| --------------------------------------------------- | --------------------------------------------------- | --------------------------------------------------- | --------------------------------------------------- | ------------------------------------------------------------------ |
| Холден, Джон Роберт                                 | 2007                                                | США · Россия (2003)                                 | баскетбол                                           | чемпион Европы 2007                                                |
| Хэммон, Бекки                                       | 2008                                                | США · Россия (2008)                                 | баскетбол                                           | бронзовый призёр ОИ 2008                                           |
| Кавагути, Юко                                       | 2010                                                | Япония (утратила) · Россия (2008 / 2007)            | фигурное катание                                    | чемпионка Европы 2010, двукратный призёр ЧМ и ЧЕ (спортивные пары) |
| Каэтано, Вагнер Перейра                             | 2012                                                | Бразилия · Россия (2008)                            | мини-футбол                                         | серебряный призёр ЧЕ 2012                                          |
| Кардозо, Фильо Сирило Тадеус                        | 2012                                                | Бразилия · Россия (2005)                            | мини-футбол                                         | серебряный призёр ЧЕ 2012, бронзовый призёр ЧЕ 2007                |
| Ан, Виктор (Ан Хён Су)                              | 2013                                                | Республика Корея (утратил) · Россия (2011)          | шорт-трек                                           | серебряный призёр ЧМ, чемпион Европы 2013 в эстафете               |
| Вайлд, Виктор Айван                                 | 2014                                                | США · Россия (2012)                                 | сноуборд                                            | олимпийский чемпион 2014                                           |
| Лобо, Парадеда Густаво                              | 2014                                                | Бразилия · Россия (2010)                            | мини-футбол                                         | серебряный призёр ЧЕ 2012, 2014                                    |
| Фигейра Фернандес, Марио                            | 2018                                                | Бразилия · Россия (2016)                            | футбол                                              | игрок сборной, вышедшей в 1/4 финала ЧМ 2018                       |
| 1.                                                  |                                                     |                                                     |                                                     |                                                                    |

Кроме того, заслуженными мастерами России стал ряд спортсменов, до переезда в Россию выступавших под флагами других государств, ранее входивших в состав СССР: Грузии — боксёры Рамаз Палиани (1995) и Паата Гвасалия (1996), Белоруссии — биатлонист Виктор Майгуров (1996), фигуристка Татьяна Навка (2004), пятиборец Александр Лесун (2013), Казахстана — конькобежец Вадим Саютин (1999), хоккеист Евгений Набоков (2009), фехтовальщик Сергей Ходос (2017), Эстонии — фехтовальщица Оксана Ермакова (2000), фигуристка Наталья Забияко (2018), Украины — волейболистка Наталья Гончарова (2010), фигуристка Татьяна Волосожар (2011), шорт-трекист Владимир Григорьев (2011), шахматист Сергей Карякин (2014), гимнаст Николай Куксенков (2016), синхронистка Марина Голядкина (2017) и другие.

### Спортсмены Крыма
В 2014 году после аннексии Крыма Россией ряд живущих там спортсменов приняли российское гражданство, среди них были и именитые спортсмены. 22 июля 2014 года вступил в силу Федеральный закон «Об особенностях правового регулирования отношений в области физической культуры и спорта в связи с принятием в Российскую Федерацию Республики Крым и образованием в составе Российской Федерации новых субъектов — Республики Крым и города федерального значения Севастополя», согласно которому

Спортивные звания «Заслуженный мастер спорта Украины», «Заслуженный тренер Украины», присвоенные в соответствии с законодательством Украины лицам, постоянно проживающим на территории Российской Федерации и являющимся гражданами Российской Федерации в соответствии с частью 1 статьи 4 Федерального конституционного закона «О принятии в Российскую Федерацию Республики Крым и образовании в составе Российской Федерации новых субъектов — Республики Крым и города федерального значения Севастополя», приравниваются к почётным спортивным званиям соответственно «Заслуженный мастер спорта России», «Заслуженный тренер России».
— статья 3, часть 2
30 декабря 2015 года произошло первое присвоение почётных спортивных званий представителям Крыма и Севастополя; оба спортсмена, ставшие заслуженными мастерами России, уже имели аналогичные звания Украины.

### Заслуженные мастера спорта двух государств
Помимо Лины Черязовой и Анатолия Тимощука, высшие спортивные звания двух государств получили:
- Подобедова, Светлана Николаевна — тяжёлая атлетика:
  - ЗМС России (2005) — двукратная чемпионка Европы 2004 и 2005, бронзовый призёр ЧМ 2005;
  -  ЗМС Республики Казахстан (2009) — чемпионка мира 2009.
- Хрусталёва, Елена Владимировна — биатлон:
  - ЗМС России — трёхкратная чемпионка Европы 2003 и 2005;
  -  ЗМС Республики Казахстан (2010) — серебряный призёр ЗОИ 2010.
- Манюрова, Гюзель Тагировна — вольная борьба:
  - ЗМС России (2004) — серебряный призёр ОИ 2004;
  -  ЗМС Республики Казахстан — бронзовый призёр ОИ 2012.
- Макаров, Роман Сергеевич — спорт лиц с нарушением зрения (плавание):
  -  ЗМС Республики Беларусь (2004) — четырёхкратный чемпион Паралимпийских игр 2000 и 2004;
  - ЗМС России (2011) — трёхкратный чемпион мира 2010.
- Пунько, Сергей Вячеславович — спорт лиц с нарушением зрения (плавание):
  -  ЗМС Республики Беларусь (2004) — двукратный чемпион Паралимпийских игр 2004;
  - ЗМС России (2011) — шестикратный чемпион мира 2009 и 2010.
- Максимов, Николай Михайлович — водное поло:
  - ЗМС России (2000) — серебряный призёр ОИ 2000;
  -  ЗМС Республики Казахстан — чемпион Азиатских игр 2010, Азии 2012.
- Карякин, Сергей Александрович — шахматы:
  -  ЗМС Украины (2005) — победитель Всемирной шахматной олимпиады 2004;
  - ЗМС России (2014) — победитель командного чемпионата мира 2013.
- Мустафаев, Эскендер Аметович (Севастополь) — спорт лиц с поражением ОДА (плавание):
  -  ЗМС Украины (2012) — чемпион Паралимпийских игр 2012;
  - ЗМС России (2015) — чемпион мира 2015.
- Палян, Ани Гагиковна (Республика Крым) — спорт лиц с поражением ОДА (плавание):
  -  ЗМС Украины (2013) — чемпионка мира 2010, 2012 в эстафете;
  - ЗМС России (2015) — чемпионка мира 2015.
- Калина, Андрей Яковлевич — спорт лиц с поражением ОДА (плавание):
  -  ЗМС Украины (2004) — чемпион Паралимпийских игр 2004;
  - ЗМС России (2016) — трёхкратный чемпион мира 2015.
- Бондарь, Александр Игоревич — прыжки в воду:
  -  ЗМС Украины (2011) — бронзовый призёр ЧМ 2011;
  - ЗМС России (2019) — двукратный чемпион Европы 2018, серебряный призёр ЧМ 2017.

## Повторное присвоение звания ЗМС России
В случае выполнения нормативов в двух видах спорта звание может быть присвоено повторно. В двух видах спорта звание получили:
- Чалая, Татьяна Валерьевна[7]:
  - кикбоксинг (2000) — чемпионка мира 1997, 1999, Европы 1998;
  - бокс (2003) — чемпионка Европы, серебряный призёр ЧМ 2001.
- Рагозина, Наталья Юрьевна[7]:
  - кикбоксинг (1998) — двукратная чемпионка мира;
  - бокс (2003) — чемпионка Европы 2003.
- Гладкова, Олеся Владимировна:
  - кикбоксинг (2003)[7] — …;
  - бокс (2006)[28] — чемпионка мира, серебряный призёр ЧЕ 2005.
- Воевода, Алексей Иванович:
  - армрестлинг (2004)[29] — трёхкратный чемпион мира;
  - бобслей (2006)[30] — серебряный призёр ЗОИ 2006.

Выполнили норматив в двух видах спорта, но не получили повторно звание ЗМС России:
- Анфиса Резцова — ЗМС России по биатлону (1994, олимпийская чемпионка в эстафете) — выполнила в лыжных гонках (1999, чемпионка мира в эстафете), за достижения в лыжных гонках в 1987 году она получила звание ЗМС СССР.

Павел Дацюк дважды получал звание ЗМС России в одном и том же виде спорта — хоккее: в 2002 году как бронзовый призёр ЗОИ и в 2012 году как чемпион мира.

## Присвоение звания ЗМС заслуженным тренерам
Присвоения звания ЗМС России после звания «заслуженный тренер» происходили неоднократно; в большинстве этих случаев звание ЗМС присваивалось за давние достижения, но были и исключения:
- Анискин, Леонид Сергеевич (1951; Воронежская обл.)[31] — городки:
  - ЗТ РСФСР (1988) — председатель тренерского совета Федерации городошного спорта РСФСР;
  - ЗМС России (1998) — чемпион Европы 1998, с мировым рекордом.
- Кириллов, Сергей Александрович (1972; Санкт-Петербург)[32] — гиревой спорт
  - ЗТ России (2003) — тренер СК Ленинградского военного округа, за подготовку ЗМС Сергея Рачинского[33];
  - ЗМС России (2004) — как 5-кратный чемпион России (1999—2003)[33]; победитель Кубка мира 1998, 1999, 2001, 2002, 2004.

В 2003 году, когда почётные спортивные звания были впервые присвоены за успехи на ралли «Дакар», одновременно оба звания получил:
- Якубов, Семён Семёнович (1947; Республика Татарстан) — автомобильный спорт
  - ЗМС России — штурман, победитель ралли «Дакар» 2000, 2002, 2003 в классе грузовых автомобилей;
  - ЗТ России — тренер команды «КАМАЗ-мастер».

## Порядок присвоения звания
Звание присваивается федеральным органом России по управлению спортом.
Согласно ныне действующему положению, почётные спортивные звания присваиваются по представлению:
а) органов исполнительной власти субъектов Российской Федерации в области физической культуры и спорта;
б) заместителей министра спорта РФ, в должностные обязанности которых входит соответствующее полномочие;
в) директоров департаментов министерства, в ведении которых находятся вопросы реализации государственной политики в области спорта высших достижений.
Согласно положению от 1995 года звание присваивалось по представлению с основного места работы (учёбы, службы) на основании ходатайств:
органов государственного управления физической культурой и спортом субъектов Российской Федерации;
всероссийских общественных физкультурно-спортивных объединений.
Представление должно быть согласовано с соответствующей общероссийской спортивной федерацией; министерство принимает решение с учётом мнения федерации. Заключение о возможности присвоения принимается Комиссией по присвоению почётных спортивных званий министерства. Решение о присвоении принимается министром и оформляется приказом.
Представление на присвоение подаются в течение одного года с момента выполнения спортсменом условий присвоения почётного спортивного звания.
Начиная с положения 2006 года появился список оснований для отказа в присвоении звания — в положении 2006 года было два таких основания, в положении 2008 года добавилось третье (пункт б):
а) предоставление недостоверных сведений;
б) «спортивная дисквалификация спортсмена на срок более одного года за нарушение правил вида спорта или за использование допинговых средств и (или) методов»;
в) наличие непогашенной судимости за умышленные преступления.

### Оспаривание отказа в судебном порядке
Согласно российскому законодательству, отказ в присвоении звания может быть оспорен в судебном порядке.
Так, 20 ноября 2019 года звание было присвоено по альпинизму (ледолазание) спортсменам Кировской области Алексею Вагину и Егору Трапезникову на основании решений Басманного суда от 29 мая, признавшего незаконным и отменившего решение Комиссии Министерства спорта РФ по присвоению почётных спортивных званий и квалификационной категории спортивных судей «Спортивный судья всероссийской категории». В качестве причины отказа Комиссией было приведено следующее: в ходатайстве о присвоении звания соревнование было указано как сумма этапов Кубка мира, а в Едином календарном плане спортивных мероприятий — «„Кубок мира“ без указания на серию этапов».

## ЗМС по видам спорта
| Разделение на виды спорта приводится согласно Всероссийскому реестру видов спорта по состоянию на 31.12.2023; дисциплины, существовавшие ранее в качестве самостоятельных видов спорта, приводятся в качестве подпунктов. |
| - авиамодельный спорт - автомобильный спорт - альпинизм - спортивная акробатика - баскетбол - биатлон - бобслей (список) - бокс (список) - спортивная борьба - вольная борьба - греко-римская борьба - велосипедный спорт - велоспорт-трек - велоспорт-шоссе - водно-моторный спорт - водное поло - воднолыжный спорт - волейбол - гандбол - спортивная гимнастика - горнолыжный спорт (список) - городошный спорт - гребля на байдарках и каноэ - гребной спорт - академическая гребля - дзюдо - конный спорт (список) - конькобежный спорт (список) - лёгкая атлетика - лыжное двоеборье (список) - лыжные гонки - прыжки на лыжах с трамплина (список) - мотоциклетный спорт - настольный теннис (список) - парашютный спорт - парусный спорт - плавание - подводный спорт - пулевая стрельба - прыжки в воду - прыжки на батуте - радиоспорт (список) - самбо (список) - самолётный спорт - санный спорт - синхронное плавание - современное пятиборье - стендовая стрельба - стрельба из лука - судомодельный спорт - теннис (список) - спортивный туризм - тяжёлая атлетика - фехтование (список) - фигурное катание на коньках - футбол (список) - хоккей (список) - хоккей с мячом (список) - художественная гимнастика - шахматы - шашки |
| Из видов спорта, в которых присваивалось звание ЗМС СССР, звание ЗМС России присваивалось во всех, кроме автомодельного спорта и хоккея на траве. 1. 2. |

| Разделение на виды спорта приводится на момент первого присвоения звания (в настоящее время — согласно Всероссийскому реестру видов спорта). |                                    |                   | |                         |
| Вид спорта | Вид спорта                         | Первое присвоение | Первое присвоение | Ссылка на список        |
| Вид спорта | Вид спорта                         | Дата              | Спортсмен (достижения на момент присвоения) | Ссылка на список        |
| Акробатический рок-н-ролл | Акробатический рок-н-ролл          | …                 | |                         |
| Армрестлинг | Армрестлинг                        | …                 | |                         |
| Спортивная аэробика | Спортивная аэробика                | 1998 1 октября    | - Оскнер, Владислав Борисович (1973; Москва); - Соловьёва, Татьяна Анатольевна (1967—2016; Москва) — чемпионы Всемирных игр 1997, неоднократные чемпионы мира и Европы в смешанных парах. |                         |
| Бадминтон | Бадминтон                          | 2010 13 октября   | - Вислова, Нина Геннадиевна (1986; Нижегородская обл.); - Сорокина, Валерия Михайловна (1984; Нижегородская обл.) — чемпионки Европы 2010, бронзовые призёры ЧЕ 2008 в женском парном разряде, бронзовые призёры ЧЕ 2009 в командных соревнованиях. | список                  |
| Бильярдный спорт | Бильярдный спорт                   | 2006 январь (?)   | - Пащинский, Юрий Геннадьевич (1982) — чемпион мира 2005 по русскому бильярду. - Мажирина, Анна Александровна (1983) — чемпионка мира 2005, Европы 2004, 2005 по русскому бильярду. | список                  |
| Бодибилдинг | Бодибилдинг                        | …                 | |                         |
| Борьба на поясах | Борьба на поясах                   | …                 | |                         |
| Велоспорт-маунтинбайк | Велоспорт-маунтинбайк              | 2005 26 декабря   | - Калентьева, Ирина Николаевна (1977; Республика Чувашия) — серебряный призёр ЧЕ 2003, бронзовый призёр ЧМ и КМ 2003, ЧЕ 2001 в кросс-кантри, серебряный призёр ЧМ 2004 в марафонской гонке. | единственное присвоение |
| Гиревой спорт | Гиревой спорт                      | 1993 30 ноября    | - Мишин, Сергей Николаевич (1958; Калужская обл.) — чемпион мира 1993, 7-кратный чемпион СССР и СНГ (1985, 1987—1992) в двоеборье, обладатель КМ 1993 в точке по длинному циклу. |                         |
| Го | Го                                 | 2003 25 декабря   | - Лазарев, Алексей Викторович (1960; Республика Карелия) — чемпион Европы 1991, 1992; - Богданов, Виктор Иванович (1960; Республика Карелия) — в команде 5-кратные чемпионы Европы (1988, 1990, 1992, 1996, 1999). | список                  |
| Гребной слалом | Гребной слалом                     | 2008              | - Кузнецов, Михаил Николаевич (1985; Свердловская обл.); - Ларионов, Дмитрий Геннадьевич (1985; Свердловская обл.) — бронзовые призёры ОИ 2008 на каноэ-двойке. | единственное присвоение |
| Дартс | Дартс                              | 2013 2 декабря    | - Мартин (Добромыслова), Анастасия Петровна (1984; Тверская обл.) — чемпионка мира 2008, 2009, 2013. | единственное присвоение |
| Джиу-джитсу | Джиу-джитсу                        | 2010 9 февраля    | - Руднев, Игорь Михайлович (1978; Санкт-Петербург) — чемпион Всемирных игр 2009, мира 2006. |                         |
| Кёрлинг | Кёрлинг                            | 2010 16 июля      | - Езех, Нкеирука Хилариевна (1983; Москва) — чемпионка Европы 2006, 9-кратная чемпионка России (2001—2010). - Жаркова, Ольга Николаевна (1979; Москва) — чемпионка Европы 2006, 9-кратная чемпионка России (1999—2009). | список                  |
| Кикбоксинг | Кикбоксинг                         | 1996              | - Гисмеев, Алмаз Рафикович (1963; Мурманская обл.) — неоднократный чемпион мира. |                         |
| Мас-рестлинг | Мас-рестлинг                       | 2022 19 декабря   | - Галкин, Иван Андреевич (1988; Калужская обл.) — чемпион мира 2018, 2022 в тяжёлом весе, абсолютный чемпион мира 2021. | список                  |
| Морское многоборье | Морское многоборье                 | …                 | |                         |
| Спортивное ориентирование | Спортивное ориентирование          | 1996 30 апреля    | - Кузьмин, Иван Николаевич (1962; Москва) — чемпион мира 1994, 4-кратный призёр ЧМ 1992 и 1994 по ориентированию на лыжах. | список                  |
| Пауэрлифтинг | Пауэрлифтинг                       | …                 | |                         |
| Пожарно-прикладной спорт | Пожарно-прикладной спорт           | 2003              | Первыми звание получили победители первого чемпионата мира: - Баранов, Сергей Игоревич (1977; Свердловская обл.) — чемпион мира 2002 в преодолении 100 м полосы препятствий и пожарной эстафете 4×100 м. - Калинин, Алексей Петрович (1979; Республика Коми) — чемпион мира 2002 в подъёме по штурмовой лестнице, призёр в двоеборье и боевом развёртывании. |                         |
| Практическая стрельба | Практическая стрельба              | 2015 28 октября   | - Гущина, Мария Михайловна (1995; Москва) — чемпионка мира 2011, 2014, Европы 2013, бронзовый призёр ЧЕ 2010 в стрельбе из пистолета, серебряный призёр ЧЕ 2015 в стрельбе из ружья. |                         |
| Регби | Регби                              | 2017 25 июля      | - Кудинова, Надежда Владимировна (1991; Краснодарский край) — чемпионка Европы 2013, 2014, 2016, серебряный призёр ЧЕ 2015 по регби-7, бронзовый призёр ЧЕ 2016 по регби-15; лучшая регбистка России 2015 по версии ФРР. | список                  |
| Рукопашный бой | Рукопашный бой                     | 1999 24 июля      | - Кушнерик, Геннадий Геннадьевич (1968; Костромская обл.) — многократный чемпион России. |                         |
| Синхронное плавание | Синхронное плавание                | 1993 (?)          | - Седакова, Ольга Генриховна (1972; Москва) — чемпионка Европы 1991, 1993 в соло, дуэте и группе, бронзовый призёр КМ 1991 в группе. - Козлова, Анна Арвидовна (1972; Ленинград) — чемпионка Европы 1991, 1993 в дуэте и группе, бронзовый призёр КМ 1991 в группе. |                         |
| Спортивное скалолазание | Спортивное скалолазание            | 2007 31 января    | - Нецветаев, Владимир Венедиктович (1970; Красноярский край) — чемпион мира 1993, серебряный призёр ЧМ 1999, КМ 1998, бронзовый призёр ЧМ 1995 в лазании на скорость. - Руйга, Татьяна Рудольфовна (1978; Красноярский край) — чемпионка мира 1997, обладательница КМ 2004, 2006, серебряный призёр ЧМ 2003, ЧЕ 2000 в лазании на скорость. | список                  |
| Скелетон | Скелетон                           | 2008 25 ноября    | - Третьяков, Александр Владимирович (1985; Красноярский край) — чемпион Европы, бронзовый призёр КМ 2007. | список                  |
| Сноуборд | Сноуборд                           | 2007              | - Тудегешева, Екатерина Николаевна (1987; Кемеровская обл.) — чемпионка мира 2007 в параллельном слаломе-гиганте. | список                  |
| Спортивно-прикладное собаководство | Спортивно-прикладное собаководство | 2021 17 декабря   | 6 спортсменок сборной России — чемпионки мира 2021 по обидиенс в командном первенстве: - Архипенко, Наталия Валентиновна - Баженова, Инна Дмитриевна (1994; Москва) - Большакова, Варвара Максимовна (1977; Москва) - Дубичева, Любовь Николаевна - Манькова, Анастасия Владимировна (1983; Санкт-Петербург) - Фёдорова, Галина Михайловна (1963; Москва) — также: бронзовый призёр ЧМ 2011, 2012, 2015 в личном первенстве, серебряный призёр ЧМ 2016, бронзовый призёр ЧМ 2011, 2019 в командном первенстве.      | единственное присвоение |
| Стрельба из арбалета | Стрельба из арбалета               | 2003 27 февраля   | - Щедрин, Сергей Валерьевич (1969; Москва) — многократный чемпион мира и Европы. Большинство наиболее титулованных стрелков из арбалета России стали ЗМС СССР или России по пулевой стрельбе, и второе звание ЗМС им не присваивалось. Среди ставших чемпионами мира — ЗМС по пулевой стрельбе: первая российская чемпионка мира (1997) Анна Малухина, выступавшие вместе с Щедриным чемпионы мира Юрий Федькин, Артём Хаджибеков и Евгений Алейников, многократные чемпионы Сергей Каменский и Назар Лугинец и др. |                         |
| Сумо | Сумо                               | 2002 25 апреля    | - Монгуш, Аяс Семис-оолович (1973; Республика Тыва) — 2-кратный чемпион мира (2000, 2001), 4-кратный чемпион Европы (1999—2001 + 2000 в абсолютной категории) в среднем весе (до 115 кг). |                         |
| Тайский бокс | Тайский бокс                       | 2001 4 октября    | - Дрозд, Григорий Анатольевич (1979; Кемеровская обл.) — чемпион мира 2001, Европы 1996, 1998, бронзовый призёр ЧМ 1997. |                         |
| Танцевальный спорт | Танцевальный спорт                 | …                 | |                         |
| Триатлон | Триатлон                           | 2014 29 апреля    | - Васильев, Иван Михайлович (1984; Ярославская обл.) — чемпион Европы 2013, бронзовый призёр ЧЕ 2012; чемпион Европы 2012, серебряный призёр ЧЕ 2009 в смешанной эстафете. | список                  |
| Универсальный бой | Универсальный бой                  | …                 | |                         |
| Ушу | Ушу                                | 1997 28 февраля   | - Дмитриенко, Татьяна Викторовна (1972; Москва), ушу-таолу - Долгих, Ольга Валерьевна (1974; Москва), ушу-таолу |                         |
| Футзал (мини-футбол) | Футзал (мини-футбол)               | 1999              | - 13 игроков сборной России (Москва — 11, Свердловская обл. — 2) — чемпионы Европы 1999. | список                  |
| Шорт-трек | Шорт-трек                          | 2005 (?)          | | список                  |
| Эстетическая гимнастика | Эстетическая гимнастика            | 2014 6 декабря    | - 7 спортсменок команды «Мадонна» (Москва) — 4-кратные чемпионки мира (2011—2014). | список                  |
| 1. 2. 3. 4. 5. |                                    |                   | |                         |
| Тхэквондо. Первоначально все признанные версии считались самостоятельными видами спорта; в их официальных названиях наименование версии указывалось в скобках — «тхэквондо (ИТФ)» и т. д. В реестре 2014 года (действовал по 2018 год) все версии были объединены в вид спорта «тхэквондо»; в реестре 2018 года вновь было выделено в качестве самостоятельного вида спорта «тхэквондо ИТФ», а в 2020 году вновь самостоятельными видами спорта стали «тхэквондо ВТФ», «тхэквондо ГТФ» и «тхэквондо МФТ». |                                    |                   | |                         |
| Тхэквондо ВТФ | Тхэквондо ВТФ                      | 2000 17 февраля   | - Иванова, Наталья Николаевна (1971; Иркутская обл.) — чемпионка Европы 1996, 1998, серебряный призёр ЧМ 1997. |                         |
| Тхэквондо ГТФ | Тхэквондо ГТФ                      | 2020 12 ноября    | - Тагиева, Наталья Александровна (1984; Ставропольский край) — 10-кратная чемпионка мира и Европы. |                         |
| Тхэквондо ИТФ | Тхэквондо ИТФ                      | 1998 1 октября    | - Басик, Татьяна Владимировна (1975; Москва) - Маслов, Александр Викторович (1973; Свердловская обл.) |                         |
| Каратэ. На момент первого присвоения звания в каратэ все его стили были объединены в один вид спорта (согласно приказу Госкомспорттуризма РФ от 26.04.2001 № 260). Позднее ряд стилей были признаны в качестве самостоятельных видов спорта, ряд до сих пор остаются в качестве дисциплин видов спорта «всестилевое каратэ» (признано в 2014 году; по 2012 год — «стилевое каратэ») и «восточное боевое единоборство».                                                                                    |                                    |                   | |                         |
| Каратэ | Каратэ                             | 2003 26 июня      | - Герунов, Александр Евгеньевич (1979; Самарская обл.) |                         |
| Киокусинкай | Киокусинкай                        | 2004 30 июня      | - Курбанова, Зухра Салямовна (1977; Москва) — чемпионка мира 1997, 2002. | список                  |
| Кудо | Кудо                               | 2010 9 февраля    | - Быкова, Ирина Сергеевна (1986; Москва) — чемпионка мира 2005, Европы 2008, многократная чемпионка России. |                         |
| Восточное боевое единоборство | Кобудо                             | …                 | |                         |
| Восточное боевое единоборство | Сётакан                            | 2012 26 марта     | - Фомиряков, Дмитрий Викторович (1979; Республика Чувашия) — неоднократный чемпион мира и Европы. | единственное присвоение |
| Стилевое карате | Ашихара                            | 2009 20 июля      | - Унашхотлов, Анзор Джабраилович (19…; Ульяновская обл.) — чемпион мира 2006, 2007, серебряный призёр ЧМ 2009. | единственное присвоение |
| Стилевое карате | Косики                             | …                 | |                         |
| 1. 2. 3. |                                    |                   | |                         |

### Спорт лиц с ограниченными возможностями
Спортивные дисциплины для людей с ограниченными возможностями неоднократно меняли «приписку» к видам спорта. Во Всероссийском реестре видов спорта по состоянию на конец 2023 года большинство таких дисциплин входит в следующие виды спорта (во всех из них звание ЗМС России присваивалось):
- спорт глухих;
- спорт лиц с поражением ОДА [опорно-двигательного аппарата];
- спорт лиц с интеллектуальными нарушениями;
- спорт слепых;
- футбол лиц с заболеванием ЦП [церебральным параличом].

Некоторые дисциплины для лиц с ПОДА входят в состав других видов спорта; звание ЗМС России присваивалось за достижения в следующих из них:
- кёрлинг на колясках (список) — дисциплина кёрлинга;
- паратхэквондо — дисциплина тхэквондо.

## Лишение звания
Согласно положениям 2006 и 2008 года основанием для лишения звания могли быть:
- выявление недостоверности представленных сведений, необходимых для присвоения почётного спортивного звания;
- дисквалификация спортсмена за применение запрещённых в спорте средств (допинга) и (или) методов;
- вынесение приговора суда за умышленное преступление, вступившего в законную силу.

Согласно положениям 1995 и 2001 года список оснований для лишения был шире — в его формулировках было также «нарушение спортивной этики, режима спортивной подготовки».
Из положения 2017 года все пункты, касающиеся лишения звания, были исключены.
| Спортсмен                 | Присвоено       | Лишён          | Вид спорта | Достижения                | Причины лишения                                                                        |
| ------------------------- | --------------- | -------------- | ---------- | ------------------------- | -------------------------------------------------------------------------------------- |
| Чомаев, Роберт Солтанович | 16 декабря 2010 | 29 июня 2015   | армспорт   | 7-кратный чемпион мира    | 8 марта 2014 — положительная допинг-проба; дисквалификация на 2 года (с 21 марта 2014) |
| Панян, Эмин Имранович     | 1 июля 2013     | 25 апреля 2016 | кикбоксинг | чемпион Европы 2008, 2012 | 28 июля 2014 — осуждён по статье 163 УК РФ (вымогательство в крупном размере)          |

## Нагрудный знак
Приказом 2007 года был изменён нагрудный знак к званию. В настоящее время его описание следующее:

Нагрудный знак «Заслуженный мастер спорта России» (далее — нагрудный знак) представляет собой серебристый восьмиугольник. Внутри круга, расположенного в центре знака, — рельефное изображение финиширующих спортсменов серебристого цвета. Снаружи вверху круга по окружности рельефная надпись красного цвета: «ЗАСЛУЖЕННЫЙ».
В правой части нагрудного знака выпуклое вертикально расположенное древко серебристого цвета с вертикально развевающимся стилизованным изображением Государственного флага Российской Федерации, частично прикрывающим круг. Полосы флага (белого, синего, красного цветов) обрамлены рельефным серебристым бортиком.
На левой части знака расположено серебристое рельефное изображение ветви лаврового дерева.
В левой нижней части знака рельефная надпись серебристого цвета: «МАСТЕР СПОРТА РОССИИ».
Высота нагрудного знака — 30 мм. Ширина нагрудного знака — 28 мм.
На оборотной стороне нагрудного знака имеется приспособление для крепления к одежде.